# Peter Schwab (Schultheiss)

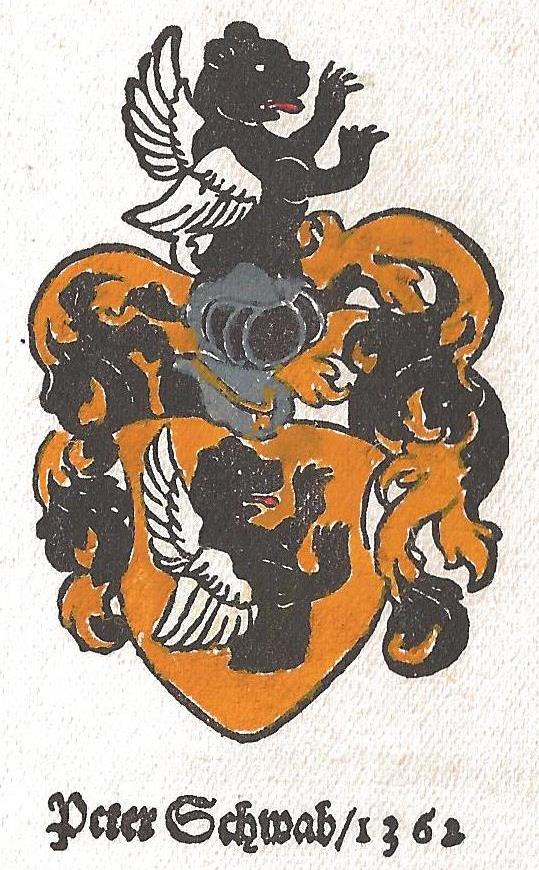
Wappen Peter Schwab (1611)

Peter Schwab (* um 1320; † nach 1362) war Schultheiss der Stadt Bern.
Peter Schwab ist 1360 Testamentsvollstrecker der Anna Seiler. Für das Jahr 1361 belegen ihn die Quellen als phleger des statt guot. 1362 siegelt er als Schultheiss von Bern.